# Bruce Goldstein
Pour les articles homonymes, voir Goldstein.
 (mai 2024).
Si vous disposez d'ouvrages ou d'articles de référence ou si vous connaissez des sites web de qualité traitant du thème abordé ici, merci de compléter l'article en donnant les références utiles à sa vérifiabilité et en les liant à la section « Notes et références ».
Bruce Goldstein (né le 5 juillet 1952) est un programmateur de cinéma, distributeur, documentariste, écrivain, producteur et attaché de presse basé à New York. Il est surtout connu pour son travail de programmateur répertoire pour le Film Forum de New York. Le magazine Time Out New York l'a désigné comme « l'une des 101 personnes ou lieux essentiels de New York », le citant « pour avoir maintenu l'esprit du spectacle vivant ».

## Carrière
Fils de Murray et Betty Goldstein, Bruce Goldstein est né à Amityville, à Long Island, et grandit à Hicksville, à proximité. Il fréquente la Hicksville High School avant de rejoindre l'Université de Boston, mais abandonne ses études pour diriger un cinéma à Provincetown, dans le Massachusetts, où il crée ses premiers calendriers de films répertoire. Au milieu des années 1970, il s'installe à Greenwich Village, à New York, pour travailler dans les cinémas de reprise Bleecker Street Cinema et Carnegie Hall Cinema, où il supervise la production des calendriers mensuels de films et contribue à la programmation. Après un séjour de deux ans à Londres, où il travaille comme directeur de production pour une entreprise de prévisions de mode, il retourne à New York pour travailler comme programmateur, attaché de presse et co-directeur du Thalia Theater, un cinéma de reprise de la Upper West Side.
En 1986, Goldstein est embauché par Karen Cooper, directrice du Film Forum de New York, pour programmer la deuxième salle de cinéma. Depuis lors, il produit quatre calendriers répertoire par an pour le Film Forum.
En 1997, Goldstein fonde Rialto Pictures, une société de distribution de rééditions de films classiques internationaux. Depuis sa création, la société a réédité plus de 75 films internationaux.
En 2010, Goldstein est nommé au conseil du National Film Registry (NFR, Répertoire national du film) des Etats-Unis.

## Prix
| Year | Award                                     | Category                                       |
| ---- | ----------------------------------------- | ---------------------------------------------- |
| 1990 | New York Film Critics Circle Awards       | Prix spécial                                   |
| 2009 | San Francisco International Film Festival | Mel Novikoff Award                             |
| 2012 | George Eastman House                      | Lifetime Achievement in Film (first recipient) |

### Décoration
- Chevalier de l'Ordre des Arts et des Lettres[2]